# Friedhelm Gruber
Friedhelm „Friedel“ Gruber (* 8. Juli 1953 in Wiesbaden) ist ein ehemaliger deutscher Volleyballspieler und heutiger Funktionär im internationalen Wirtschafts- und Finanzmanagement.

## Werdegang
Friedhelm Gruber begann in seiner Heimatstadt mit dem Volleyballspiel und spielte hier von 1967 bis 1973 für die Gutenbergschule Wiesbaden. Auf Vereinsebene spielte er von 1968 bis 1972 beim OSC Hoechst (Olympia-Liga), von 1972 bis 1974 beim GTRV Neuwied (Bundesliga), von 1974 bis 1975 beim SSF Bonn (Bundesliga) und von 1975 bis 1977 beim TSV Bonn (2. Bundesliga). 1977 wechselte Gruber zum Bundesligisten TSV Bayer Leverkusen, mit dem er u. a. 1979 erstmals deutscher Meister wurde.
Nach seinem Studium der Wirtschafts- und Rechtswissenschaften in Bonn ging er 1984 in die Schweiz und nach Liechtenstein, wo er Partner der Senat AG wurde. Er war tätig in der Unternehmensberatung, der internationalen Steuer- und Finanzplanung, der Vermögensverwaltung sowie der Betreuung einiger ausgewählter gemeinnütziger Stiftungen.
Gruber ist Vorstandsmitglied von „Golfen mit Herz“, einer Initiative der Europäischen Stiftung zur Unterstützung von hilfsbedürftigen krebskranken Kindern und Jugendlichen und Präsident von Volley Mauren-Eschen.